# Hydraena clavigera
Hydraena clavigera är en skalbaggsart som beskrevs av Peter Zwick 1977. Hydraena clavigera ingår i släktet Hydraena och familjen vattenbrynsbaggar. Inga underarter finns listade i Catalogue of Life.